# Pochabany
Pochabany este o comună slovacă, aflată în districtul Bánovce nad Bebravou din regiunea Trenčín. Localitatea se află la altitudinea de 243 m deasupra n.m., se întinde pe o suprafață de 4,31 km2 și în 2017 număra 247 de locuitori.

## Istoric
Localitatea Pochabany este atestată documentar din 1329.

## Demografie
| An:                | 1994 | 2004    | 2014   | 2024   |
| ------------------ | ---- | ------- | ------ | ------ |
| Număr de persoane: | 296  | 254     | 251    | 275    |
| Diferență:         |      | −14,18% | −1,18% | +9,56% |

| An:                | 2023 | 2024   |
| ------------------ | ---- | ------ |
| Număr de persoane: | 276  | 275    |
| Diferență:         |      | −0,36% |